# Campeonato Mundial de Balonmano Masculino Juvenil de 2019
El VIII Campeonato Mundial de Balonmano Masculino Juvenil se celebró en Macedonia del Norte entre el 6 y el 18 de agosto de 2019 bajo la organización de la IHF.

## Sedes
Los partidos del torneo fueron disputados en la ciudad de Skopje.
| Skopje | Skopje |
| ------ | ------ |

## Equipos clasificados
| Competición                                                           | Fecha                     | Vacantes | Clasificados                                                                               |
| --------------------------------------------------------------------- | ------------------------- | -------- | ------------------------------------------------------------------------------------------ |
| País organizador                                                      | País organizador          | 1        | Macedonia del Norte                                                                        |
| Campeonato Europeo de Balonmano Masculino Sub-18 de 2018              | 9 al 29 de agosto de 2018 | 11       | Suecia Islandia Dinamarca Croacia España Alemania Francia Serbia Eslovenia Hungría Noruega |
| Campeonato Asiático de Balonmano Masculino Juvenil de 2018            | septiembre de 2018        | 4        | Baréin Japón China Taipei Arabia Saudita                                                   |
| Campeonato Africano de Balonmano Masculino Juvenil de 2018            | septiembre de 2018        | 3        | Egipto Túnez Nigeria                                                                       |
| Campeonato Sur Centroamericano de Balonmano Masculino Juvenil de 2019 | 8 al 12 de mayo de 2019   | 3        | Argentina Brasil Chile                                                                     |
| Invitación. –                                                         | –                         | 2        | Portugal Canadá                                                                            |

## Sorteo
El sorteo fue realizado el 29 de mayo de 2019.

### Gruposs
| Grupo A                                               | Grupo B                                           | Grupo C                                                      | Grupo D                                        |
| ----------------------------------------------------- | ------------------------------------------------- | ------------------------------------------------------------ | ---------------------------------------------- |
| Croacia España Eslovenia Noruega Chile Arabia Saudita | Suecia Francia Hungría Egipto China Taipei Canadá | Dinamarca Baréin Macedonia del Norte Japón Argentina Nigeria | Islandia Alemania Serbia Túnez Brasil Portugal |

## Primera Fase
– Clasificados a octavos de final.
     – Clasificados a Copa Presidente 17º al 20º.
     – Clasificados a Copa Presidente 21º al 24º.

### Grupo A
| Equipo         | J | G | E | P | GF  | GC  | DG  | PTS |
| -------------- | - | - | - | - | --- | --- | --- | --- |
| Croacia        | 5 | 5 | 0 | 0 | 168 | 103 | +65 | 10  |
| Noruega        | 5 | 3 | 1 | 1 | 157 | 131 | +26 | 7   |
| España         | 5 | 3 | 1 | 1 | 141 | 117 | +24 | 7   |
| Eslovenia      | 5 | 2 | 0 | 3 | 132 | 141 | -9  | 4   |
| Arabia Saudita | 5 | 1 | 0 | 4 | 112 | 162 | -50 | 2   |
| Chile          | 5 | 0 | 0 | 5 | 120 | 176 | -56 | 0   |

Fuente:
Reglas de clasificación = 1) Puntos; 2) Puntos entre sí; 3) Diferencia de gol entre sí; 4) Goles a favor entre sí; 5) Diferencia de gol general.
- Resultados

| Fecha | Hora² | Partido¹       | Partido¹ | Partido¹       | Resultado |
| ----- | ----- | -------------- | -------- | -------------- | --------- |
| 06.08 | 10:30 | Croacia        | -        | Noruega        | 32-22     |
| 06.08 | 12:30 | España         | -        | Arabia Saudita | 36-21     |
| 06.08 | 14:30 | Eslovenia      | -        | Chile          | 35-30     |
| 8.08  | 16:30 | Noruega        | -        | España         | 28-28     |
| 8.08  | 18:30 | Chile          | -        | Croacia        | 21-43     |
| 8.08  | 20:30 | Arabia Saudita | -        | Eslovenia      | 22-30     |
| 9.08  | 16:30 | Croacia        | -        | Arabia Saudita | 36-17     |
| 9.08  | 18:30 | España         | -        | Eslovenia      | 24-21     |
| 9.08  | 20:30 | Noruega        | -        | Chile          | 38-23     |
| 11.08 | 16:30 | España         | -        | Chile          | 31-21     |
| 11.08 | 18:30 | Eslovenia      | -        | Croacia        | 21-31     |
| 11.08 | 20:30 | Arabia Saudita | -        | Noruega        | 23-35     |
| 12.08 | 16:30 | Chile          | -        | Arabia Saudita | 25-29     |
| 12.08 | 18:30 | Eslovenia      | -        | Noruega        | 25-34     |
| 12.08 | 20:30 | Croacia        | -        | España         | 26-22     |

### Grupo B
| Equipo       | J | G | E | P | GF  | GC  | DG   | PTS |
| ------------ | - | - | - | - | --- | --- | ---- | --- |
| Egipto       | 5 | 4 | 0 | 1 | 170 | 126 | +44  | 8   |
| Suecia       | 5 | 3 | 1 | 1 | 176 | 126 | +50  | 7   |
| Francia      | 5 | 3 | 1 | 1 | 161 | 121 | +40  | 7   |
| Hungría      | 5 | 3 | 0 | 2 | 157 | 118 | +39  | 6   |
| China Taipei | 5 | 1 | 0 | 4 | 119 | 171 | -52  | 2   |
| Canadá       | 5 | 0 | 0 | 5 | 82  | 203 | -121 | 0   |

Fuente:IHF
Reglas de clasificación = 1) Puntos; 2) Puntos entre sí; 3) Diferencia de gol entre sí; 4) Goles a favor entre sí; 5) Diferencia de gol general.
- Resultados

| Fecha  | Hora² | Partido¹     | Partido¹ | Partido¹     | Resultado |
| ------ | ----- | ------------ | -------- | ------------ | --------- |
| 06.08  | 16:30 | Suecia       | -        | Egipto       | 29-32     |
| 06.08  | 18:30 | Francia      | -        | Canadá       | 44-16     |
| 06.08  | 20:30 | Hungría      | -        | China Taipei | 38-20     |
| 07.08  | 16:30 | Egipto       | -        | Francia      | 24-28     |
| 07.08  | 18:30 | China Taipei | -        | Suecia       | 18-48     |
| 07.08  | 20:30 | Canadá       | -        | Hungría      | 13-41     |
| 9.08   | 10:30 | Suecia       | -        | Canadá       | 38-16     |
| 9.08   | 12:30 | Francia      | -        | Hungría      | 25-26     |
| 9.08   | 14:30 | Egipto       | -        | China Taipei | 36-25     |
| 10 .08 | 16:30 | Francia      | -        | China Taipei | 32-23     |
| 10 .08 | 18:30 | Hungría      | -        | Suecia       | 28-29     |
| 10 .08 | 20:30 | Canadá       | -        | Egipto       | 20-47     |
| 12.08  | 10:30 | China Taipei | -        | Canadá       | 33-17     |
| 12.08  | 12:30 | Hungría      | -        | Egipto       | 24-31     |
| 12.08  | 14:30 | Suecia       | -        | Francia      | 32-32     |

### Grupo C
| Equipo              | J | G | E | P | GF  | GC  | DG  | PTS |
| ------------------- | - | - | - | - | --- | --- | --- | --- |
| Dinamarca           | 5 | 5 | 0 | 0 | 159 | 119 | +40 | 10  |
| Japón               | 5 | 4 | 0 | 1 | 145 | 132 | +13 | 8   |
| Argentina           | 5 | 3 | 0 | 2 | 123 | 124 | -1  | 6   |
| Macedonia del Norte | 5 | 2 | 0 | 3 | 132 | 142 | -10 | 4   |
| Baréin              | 5 | 1 | 0 | 4 | 138 | 143 | -5  | 2   |
| Nigeria             | 5 | 0 | 0 | 5 | 136 | 173 | -37 | 0   |

Fuente:IHF
Reglas de clasificación = 1) Puntos; 2) Puntos entre sí; 3) Diferencia de gol entre sí; 4) Goles a favor entre sí; 5) Diferencia de gol general.
- Resultados

| Fecha | Hora² | Partido¹            | Partido¹ | Partido¹            | Resultado |
| ----- | ----- | ------------------- | -------- | ------------------- | --------- |
| 06.08 | 16:30 | Dinamarca           | -        | Japón               | 30-23     |
| 06.08 | 18:30 | Baréin              | -        | Nigeria             | 36-28     |
| 06.08 | 20:30 | Macedonia del Norte | -        | Argentina           | 20-23     |
| 8.08  | 16:30 | Japón               | -        | Baréin              | 27-24     |
| 8.08  | 18:30 | Argentina           | -        | Dinamarca           | 19-29     |
| 8.08  | 20:30 | Nigeria             | -        | Macedonia del Norte | 34-37     |
| 9.08  | 16:30 | Dinamarca           | -        | Nigeria             | 35-22     |
| 9.08  | 18:30 | Japón               | -        | Argentina           | 29-26     |
| 9.08  | 20:30 | Baréin              | -        | Macedonia del Norte | 25-27     |
| 11.08 | 16:30 | Baréin              | -        | Argentina           | 24-25     |
| 11.08 | 18:30 | Nigeria             | -        | Japón               | 30-35     |
| 11.08 | 20:30 | Macedonia del Norte | -        | Dinamarca           | 26-29     |
| 12.08 | 16:30 | Argentina           | -        | Nigeria             | 30-22     |
| 12.08 | 18:30 | Dinamarca           | -        | Baréin              | 36-29     |
| 12.08 | 20:30 | Macedonia del Norte | -        | Japón               | 22-31     |

### Grupo D
| Equipo   | J | G | E | P | GF  | GC  | DG  | PTS |
| -------- | - | - | - | - | --- | --- | --- | --- |
| Portugal | 5 | 5 | 0 | 0 | 149 | 124 | +25 | 10  |
| Alemania | 5 | 4 | 0 | 1 | 146 | 114 | +32 | 8   |
| Islandia | 5 | 3 | 0 | 2 | 127 | 122 | +5  | 6   |
| Túnez    | 5 | 2 | 0 | 3 | 110 | 139 | -29 | 4   |
| Serbia   | 5 | 1 | 0 | 4 | 118 | 127 | -9  | 2   |
| Brasil   | 5 | 0 | 0 | 5 | 126 | 150 | -24 | 0   |

Fuente:IHF
Reglas de clasificación = 1) Puntos; 2) Puntos entre sí; 3) Diferencia de gol entre sí; 4) Goles a favor entre sí; 5) Diferencia de gol general.
- Resultados

| Fecha | Hora² | Partido¹ | Partido¹ | Partido¹ | Resultado |
| ----- | ----- | -------- | -------- | -------- | --------- |
| 06.08 | 10:30 | Islandia | -        | Túnez    | 25-20     |
| 06.08 | 12:30 | Alemania | -        | Portugal | 26-33     |
| 06.08 | 14:30 | Serbia   | -        | Brasil   | 30-24     |
| 07.08 | 16:30 | Túnez    | -        | Alemania | 15-36     |
| 07.08 | 18:30 | Brasil   | -        | Islandia | 26-30     |
| 07.08 | 20:30 | Portugal | -        | Serbia   | 22-21     |
| 9.08  | 10:30 | Islandia | -        | Portugal | 24-28     |
| 9.08  | 12:30 | Alemania | -        | Serbia   | 30-20     |
| 9.08  | 14:30 | Túnez    | -        | Brasil   | 26-25     |
| 10.08 | 16:30 | Alemania | -        | Brasil   | 28-22     |
| 10.08 | 18:30 | Serbia   | -        | Islandia | 22-26     |
| 10.08 | 20:30 | Portugal | -        | Túnez    | 30-24     |
| 12.08 | 10:30 | Brasil   | -        | Portugal | 29-36     |
| 12.08 | 12:30 | Serbia   | -        | Túnez    | 23-25     |
| 12.08 | 14:30 | Islandia | -        | Alemania | 22-26     |

Fuente:IHF
Reglas de clasificación = 1) Puntos; 2) Puntos entre sí; 3) Diferencia de gol entre sí; 4) Goles a favor entre sí; 5) Diferencia de gol general.

## Fase final
|  | Octavos de final    | Octavos de final |           |          | Cuartos de final | Cuartos de final |  |          | Semifinales  | Semifinales  |          |              | Final        | Final        |  |
|  | 14 de agosto        | 14 de agosto     |           |          | 15 de agosto     | 15 de agosto     |  |          | 17 de agosto | 17 de agosto |          |              | 18 de agosto | 18 de agosto |  |
|  |                     |                  |           |          |                  |                  |  |          |              |              |          |              |              |              |  |
|  |                     |                  |           |          |                  |                  |  |          |              |              |          |              |              |              |  |
|  | Egipto              | 30               |           |          |                  |                  |  |          |              |              |          |              |              |              |  |
|  | Egipto              | 30               |           |          |                  |                  |  |          |              |              |          |              |              |              |  |
|  | Eslovenia           | 23               |           |          |                  |                  |  |          |              |              |          |              |              |              |  |
|  | Eslovenia           | 23               |           | Egipto   | 35               |                  |  |          |              |              |          |              |              |              |  |
|  |                     |                  |           | Egipto   | 35               |                  |  |          |              |              |          |              |              |              |  |
|  |                     |                  | Islandia  | 31       |                  |                  |  |          |              |              |          |              |              |              |  |
|  | Islandia            | 39               | Islandia  | 31       |                  |                  |  |          |              |              |          |              |              |              |  |
|  | Islandia            | 39               |           |          |                  |                  |  |          |              |              |          |              |              |              |  |
|  | Japón               | 34               |           |          |                  |                  |  |          |              |              |          |              |              |              |  |
|  | Japón               | 34               |           |          |                  |                  |  | Egipto   | 41           |              |          |              |              |              |  |
|  |                     |                  |           |          |                  |                  |  | Egipto   | 41           |              |          |              |              |              |  |
|  |                     |                  | Portugal  | 36       |                  |                  |  |          |              |              |          |              |              |              |  |
|  | Francia             | 33               | Portugal  | 36       |                  |                  |  |          |              |              |          |              |              |              |  |
|  | Francia             | 33               |           |          |                  |                  |  |          |              |              |          |              |              |              |  |
|  | Noruega             | 28               |           |          |                  |                  |  |          |              |              |          |              |              |              |  |
|  | Noruega             | 28               |           | Francia  | 26               |                  |  |          |              |              |          |              |              |              |  |
|  |                     |                  |           | Francia  | 26               |                  |  |          |              |              |          |              |              |              |  |
|  |                     |                  | Portugal  | 31       |                  |                  |  |          |              |              |          |              |              |              |  |
|  | Portugal            | 29               | Portugal  | 31       |                  |                  |  |          |              |              |          |              |              |              |  |
|  | Portugal            | 29               |           |          |                  |                  |  |          |              |              |          |              |              |              |  |
|  | Macedonia del Norte | 25               |           |          |                  |                  |  |          |              |              |          |              |              |              |  |
|  | Macedonia del Norte | 25               |           |          |                  |                  |  |          |              |              |          | Egipto       | 32           |              |  |
|  |                     |                  |           |          |                  |                  |  |          |              |              |          | Egipto       | 32           |              |  |
|  |                     |                  | Alemania  | 28       |                  |                  |  |          |              |              |          |              |              |              |  |
|  | Argentina           | 25               | Alemania  | 28       |                  |                  |  |          |              |              |          |              |              |              |  |
|  | Argentina           | 25               |           |          |                  |                  |  |          |              |              |          |              |              |              |  |
|  | Alemania            | 33               |           |          |                  |                  |  |          |              |              |          |              |              |              |  |
|  | Alemania            | 33               |           | Alemania | 26               |                  |  |          |              |              |          |              |              |              |  |
|  |                     |                  |           | Alemania | 26               |                  |  |          |              |              |          |              |              |              |  |
|  |                     |                  | Hungría   | 16       |                  |                  |  |          |              |              |          |              |              |              |  |
|  | Croacia             | 23               | Hungría   | 16       |                  |                  |  |          |              |              |          |              |              |              |  |
|  | Croacia             | 23               |           |          |                  |                  |  |          |              |              |          |              |              |              |  |
|  | Hungría             | 27               |           |          |                  |                  |  |          |              |              |          |              |              |              |  |
|  | Hungría             | 27               |           |          |                  |                  |  | Alemania | 31           |              |          |              |              |              |  |
|  |                     |                  |           |          |                  |                  |  | Alemania | 31           |              |          |              |              |              |  |
|  |                     |                  | Dinamarca | 23       |                  |                  |  |          |              |              |          |              |              |              |  |
|  | España              | 28               | Dinamarca | 23       |                  |                  |  |          |              |              |          |              |              |              |  |
|  | España              | 28               |           |          |                  |                  |  |          |              |              |          |              |              |              |  |
|  | Suecia              | 27               |           |          |                  |                  |  |          |              |              |          |              |              |              |  |
|  | Suecia              | 27               |           | España   | 19               |                  |  |          |              |              |          | Tercer lugar | Tercer lugar |              |  |
|  |                     |                  |           | España   | 19               |                  |  |          |              |              |          | Tercer lugar | Tercer lugar |              |  |
|  |                     |                  | Dinamarca | 23       |                  |                  |  |          |              |              |          |              |              |              |  |
|  | Dinamarca           | 30               | Dinamarca | 23       |                  |                  |  |          |              |              | Portugal | 27           |              |              |  |
|  | Dinamarca           | 30               |           |          |                  |                  |  |          |              |              | Portugal | 27           |              |              |  |
|  | Túnez               | 25               |           |          |                  |                  |  |          |              |              |          |              | Dinamarca    | 35           |  |
|  | Túnez               | 25               |           |          |                  |                  |  |          |              |              |          |              | Dinamarca    | 35           |  |
|  |                     |                  |           |          |                  |                  |  |          |              |              |          |              |              |              |  |

### Octavos de final
| Fecha | Hora  | Partido¹  | Partido¹ | Partido¹            | Resultado |
| ----- | ----- | --------- | -------- | ------------------- | --------- |
| 14.08 | 14:00 | Egipto    | -        | Eslovenia           | 30-23     |
| 14.08 | 14:00 | Argentina | -        | Alemania            | 25-33     |
| 14.08 | 16:15 | Islandia  | -        | Japón               | 39-34     |
| 14.08 | 16:15 | Croacia   | -        | Hungría             | 23-27     |
| 14.08 | 18:30 | Dinamarca | -        | Túnez               | 30-25     |
| 14.08 | 18:30 | Francia   | -        | Noruega             | 33-28     |
| 14.08 | 20:45 | Portugal  | -        | Macedonia del Norte | 29-25     |
| 14.08 | 20:45 | España    | -        | Suecia              | 28-27     |

### Cuartos de final
| Fecha | Hora  | Partido¹ | Partido¹ | Partido¹  | Resultado |
| ----- | ----- | -------- | -------- | --------- | --------- |
| 15.08 | 18:30 | Egipto   | -        | Islandia  | 35-31     |
| 15.08 | 18:30 | Alemania | -        | Hungría   | 26-16     |
| 15.08 | 20:45 | España   | -        | Dinamarca | 19-23     |
| 15.08 | 20:45 | Francia  | -        | Portugal  | 26-31     |

### Semifinales
| Fecha | Hora  | Partido¹ | Partido¹ | Partido¹  | Resultado |
| ----- | ----- | -------- | -------- | --------- | --------- |
| 17.08 | 17:30 | Egipto   | -        | Portugal  | 41-36     |
| 17.08 | 20:00 | Alemania | -        | Dinamarca | 31-23     |

### 3 Puesto
| Fecha | Hora  | Partido¹ | Partido¹ | Partido¹  | Resultado |
| ----- | ----- | -------- | -------- | --------- | --------- |
| 18.08 | 15:30 | Portugal | -        | Dinamarca | 27-35     |

### Final
| Fecha | Hora  | Partido¹ | Partido¹ | Partido¹ | Resultado |
| ----- | ----- | -------- | -------- | -------- | --------- |
| 18.08 | 18:00 | Egipto   | -        | Alemania | 32-28     |

### Clasificación 5º al 8º
|  | Semifinales 5º al 8º | Semifinales 5º al 8º |         |         | 5º           | 5º           |  |
|  | 17 de agosto         | 17 de agosto         |         |         | 18 de agosto | 18 de agosto |  |
|  |                      |                      |         |         |              |              |  |
|  |                      |                      |         |         |              |              |  |
|  | Islandia             | 24                   |         |         |              |              |  |
|  | Islandia             | 24                   |         |         |              |              |  |
|  | Francia              | 30                   |         |         |              |              |  |
|  | Francia              | 30                   |         | Francia | 20           |              |  |
|  |                      |                      |         | Francia | 20           |              |  |
|  |                      |                      | Hungría | 31      |              |              |  |
|  | Hungría              | 29                   | Hungría | 31      |              |              |  |
|  | Hungría              | 29                   |         |         |              |              |  |
|  | España               | 24                   |         |         | 7º           | 7º           |  |
|  | España               | 24                   |         |         | 7º           | 7º           |  |
|  |                      |                      |         |         |              |              |  |
|  |                      |                      |         |         | Islandia     | 26           |  |
|  |                      |                      |         |         | Islandia     | 26           |  |
|  |                      |                      |         |         | España       | 30           |  |
|  |                      |                      |         |         | España       | 30           |  |
|  |                      |                      |         |         |              |              |  |

#### Semifinales del 5º al 8º
| Fecha | Hora  | Partido¹ | Partido¹ | Partido¹ | Resultado |
| ----- | ----- | -------- | -------- | -------- | --------- |
| 17.08 | 10:30 | Islandia | -        | Francia  | 24-30     |
| 17.08 | 13:00 | Hungría  | -        | España   | 29-24     |

#### 7 Puesto
| Fecha | Hora  | Partido¹ | Partido¹ | Partido¹ | Resultado |
| ----- | ----- | -------- | -------- | -------- | --------- |
| 18.08 | 10:30 | Islandia | -        | España   | 26-30     |

#### 5 Puesto
| Fecha | Hora  | Partido¹ | Partido¹ | Partido¹ | Resultado |
| ----- | ----- | -------- | -------- | -------- | --------- |
| 20.08 | 13:00 | Francia  | -        | Hungría  | 20-31     |

## Clasificación 9º al 16º

#### 15º Puesto - 16 ºPuesto
| Fecha | Hora  | Partido¹  | Partido¹ | Partido¹ | Resultado |
| ----- | ----- | --------- | -------- | -------- | --------- |
| 15.08 | 14:00 | Eslovenia | -        | Túnez    | 34-23     |

#### 13º Puesto - 14º Puesto
| Fecha | Hora  | Partido¹  | Partido¹ | Partido¹            | Resultado |
| ----- | ----- | --------- | -------- | ------------------- | --------- |
| 15.08 | 16:15 | Argentina | -        | Macedonia del Norte | 26-29     |

#### 11º Puesto - 12º Puesto
| Fecha | Hora  | Partido¹ | Partido¹ | Partido¹ | Resultado |
| ----- | ----- | -------- | -------- | -------- | --------- |
| 15.08 | 14:00 | Noruega  | -        | Suecia   | 24-30     |

#### 9º Puesto - 10º Puesto
| Fecha | Hora  | Partido¹ | Partido¹ | Partido¹ | Resultado |
| ----- | ----- | -------- | -------- | -------- | --------- |
| 15.08 | 16:15 | Croacia  | -        | Japón    | 35-36     |

## Copa Presidente

### Clasificación 21º al 24º
|  | Semifinales 21º al 24º | Semifinales 21º al 24º |        |       | 21º          | 21º          |  |
|  | 14 de agosto           | 14 de agosto           |        |       | 15 de agosto | 15 de agosto |  |
|  |                        |                        |        |       |              |              |  |
|  |                        |                        |        |       |              |              |  |
|  | Chile                  | 46                     |        |       |              |              |  |
|  | Chile                  | 46                     |        |       |              |              |  |
|  | Canadá                 | 24                     |        |       |              |              |  |
|  | Canadá                 | 24                     |        | Chile | 22           |              |  |
|  |                        |                        |        | Chile | 22           |              |  |
|  |                        |                        | Brasil | 30    |              |              |  |
|  | Nigeria                | 23                     | Brasil | 30    |              |              |  |
|  | Nigeria                | 23                     |        |       |              |              |  |
|  | Brasil                 | 30                     |        |       | 24º          | 24º          |  |
|  | Brasil                 | 30                     |        |       | 24º          | 24º          |  |
|  |                        |                        |        |       |              |              |  |
|  |                        |                        |        |       | Canadá       | 31           |  |
|  |                        |                        |        |       | Canadá       | 31           |  |
|  |                        |                        |        |       | Nigeria      | 37           |  |
|  |                        |                        |        |       | Nigeria      | 37           |  |
|  |                        |                        |        |       |              |              |  |

#### 21/24 Puesto
| Fecha | Hora | Partido¹ | Partido¹ | Partido¹ | Resultado |
| ----- | ---- | -------- | -------- | -------- | --------- |
| 14.08 | 9:30 | Nigeria  | -        | Brasil   | 23-30     |
| 14.08 | 9:30 | Chile    | -        | Canadá   | 46-24     |

#### 23 Puesto
| Fecha | Hora | Partido¹ | Partido¹ | Partido¹ | Resultado |
| ----- | ---- | -------- | -------- | -------- | --------- |
| 15.08 | 9:30 | Canadá   | -        | Nigeria  | 31-37     |

#### 21 Puesto
| Fecha | Hora  | Partido¹ | Partido¹ | Partido¹ | Resultado |
| ----- | ----- | -------- | -------- | -------- | --------- |
| 15.08 | 11:45 | Chile    | -        | Brasil   | 22-30     |

### Clasificación 17º al 20º
|  | Semifinales 17º al 20º | Semifinales 17º al 20º |        |              | 17º            | 17º          |  |
|  | 14 de agosto           | 14 de agosto           |        |              | 15 de agosto   | 15 de agosto |  |
|  |                        |                        |        |              |                |              |  |
|  |                        |                        |        |              |                |              |  |
|  | Arabia Saudita         | 23                     |        |              |                |              |  |
|  | Arabia Saudita         | 23                     |        |              |                |              |  |
|  | China Taipei           | 28                     |        |              |                |              |  |
|  | China Taipei           | 28                     |        | China Taipei | 22             |              |  |
|  |                        |                        |        | China Taipei | 22             |              |  |
|  |                        |                        | Baréin | 26           |                |              |  |
|  | Baréin                 | 34                     | Baréin | 26           |                |              |  |
|  | Baréin                 | 34                     |        |              |                |              |  |
|  | Serbia                 | 33                     |        |              | 19º            | 19º          |  |
|  | Serbia                 | 33                     |        |              | 19º            | 19º          |  |
|  |                        |                        |        |              |                |              |  |
|  |                        |                        |        |              | Arabia Saudita | 23           |  |
|  |                        |                        |        |              | Arabia Saudita | 23           |  |
|  |                        |                        |        |              | Serbia         | 28           |  |
|  |                        |                        |        |              | Serbia         | 28           |  |
|  |                        |                        |        |              |                |              |  |

#### 17/20 Puesto
| Fecha | Hora  | Partido¹       | Partido¹ | Partido¹     | Resultado |
| ----- | ----- | -------------- | -------- | ------------ | --------- |
| 14.08 | 11:45 | Arabia Saudita | -        | China Taipei | 23-28     |
| 14.08 | 11:45 | Baréin         | -        | Serbia       | 34-33     |

#### 19 Puesto
| Fecha | Hora | Partido¹       | Partido¹ | Partido¹ | Resultado |
| ----- | ---- | -------------- | -------- | -------- | --------- |
| 15.08 | 9:30 | Arabia Saudita | -        | Serbia   | 23-28     |

#### 17 Puesto
| Fecha | Hora  | Partido¹     | Partido¹ | Partido¹ | Resultado |
| ----- | ----- | ------------ | -------- | -------- | --------- |
| 15.08 | 11:45 | China Taipei | -        | Baréin   | 22-26     |

## Medallero
| Egipto                     | Egipto    | Alemania             | Alemania  | Dinamarca                | Dinamarca |
| Abdelrahman Mohamed        | AR        | Johannes Jepsen      | AR        | Svend Bro Rughave        | AR        |
| Momen Hossameldin          | AR        | Lukas Diedrich       | AR        | Oliver Larsen            | AR        |
| Ahmed Hamdy                | EI        | Alexander Pfeifer    | EI        | Jeppe Cieslak            | EI        |
| Zeyad Ahmed                | EI        | Alexander Reimann    | EI        | Sebastian Skøtt          | EI        |
| Mazen Reda Abdelfatah      | EI        | Philipp Ahouansou    | LI        | Oliver Sonne Wosniak     | LI        |
| Hassan Walid Ahmed         | LI        | Julius Meyer-Siebert | LI        | Lauritz Reinholdt        | LI        |
| Mohamed Samir              | LI        | Julian Köster        | CE        | Emil Jessen              | LI        |
| Saif Hany Salaheldin       | CE        | Veit Mavers          | CE        | Matias Campbell          | CE        |
| Ahmed Hesham               | CE        | Ian Weber            | CE        | Jon Katballe Christensen | LD        |
| Omar Ahmed                 | CE        | Nils Lichtlein       | LD        | Magnus Larsen            | LD        |
| Mohab Mohamed Abdelhak     | LD        | Yessine Meddeb       | LD        | Mads Hoxer Hangaard      | LD        |
| Youssef Ahmed Hassan       | LD        | Jaris Tobeler        | ED        | Oliver Juhl Refsgaard    | ED        |
| Ibrahim Elsayed Abdelhamid | ED        | Merlin Fuss          | ED        | Anton Krogh Filtenborg   | ED        |
| Youssef Alaaeldin Ahmed    | ED        | Benedikt Damm        | PI        | Sasser Sonn              | PI        |
| Yasser Mahmoud             | PI        | Tom Bergner          | PI        | Anders Beuschau          | PI        |
| Ali Medan Abdelfattah      | PI        | Nils Röller          | PI        | Steven Plucnar Jacobsen  | PI        |
| Magdy Ahmed Mahmoud        | DT        | Erik Wudtke          | DT        | Simon Sörensen           | DT        |
| Plantilla                  | Plantilla | Plantilla            | Plantilla | Plantilla                | Plantilla |

AR = Arquero - EI = Extremo Izquierdo, LI = Lateral Izquierdo, CE = Central, LD = Lateral Derecho, ED = Extremo Derecho, PI = Pivot, DT = Director Técnico

## Estadísticas
| Posición | Equipo              |
| -------- | ------------------- |
|          | Egipto              |
|          | Alemania            |
|          | Dinamarca           |
| 4        | Portugal            |
| 5        | Hungría             |
| 6        | Francia             |
| 7        | España              |
| 8        | Islandia            |
| 9        | Japón               |
| 10       | Croacia             |
| 11       | Suecia              |
| 12       | Noruega             |
| 13       | Macedonia del Norte |
| 14       | Argentina           |
| 15       | Eslovenia           |
| 16       | Túnez               |
| 17       | Baréin              |
| 18       | China Taipei        |
| 19       | Serbia              |
| 20       | Arabia Saudita      |
| 21       | Brasil              |
| 22       | Chile               |
| 23       | Nigeria             |
| 24       | Canadá              |

### Máximos goleadores
| N.º | Nombre            | Selección           | Goles | Tiros | %   | Partidos jugados |
| --- | ----------------- | ------------------- | ----- | ----- | --- | ---------------- |
| 1   | Hassan Walid      | Egipto              | 51    | 81    | 63% | 9                |
| 2   | Martin Serafimov  | Macedonia del Norte | 49    | 92    | 53% | 7                |
| 2   | Mohamed Mohamed   | Baréin              | 49    | 73    | 67% | 7                |
| 4   | Ahmed Hesham      | Egipto              | 48    | 76    | 63% | 9                |
| 5   | Nenad Kosteski    | Macedonia del Norte | 46    | 63    | 73% | 7                |
| 6   | Salvador Salvador | Portugal            | 45    | 75    | 60% | 9                |
| 6   | Jeppe Cieslak     | Dinamarca           | 45    | 59    | 76% | 9                |
| 8   | Dagur Gautason    | Islandia            | 44    | 60    | 73% | 9                |
| 9   | Sadou Ntanzi      | Francia             | 43    | 70    | 61% | 9                |
| 9   | Drevy Paschal     | Francia             | 43    | 62    | 69% | 9                |

Fuente: 

### Mejores porteros
| N.º | Nombre                  | Equipo    | Paradas | Tiros | %   | Partidos jugados |
| --- | ----------------------- | --------- | ------- | ----- | --- | ---------------- |
| 1   | Benedek Nagy            | Hungría   | 42      | 106   | 40% | 8                |
| 2   | Lukas Diedrich          | Alemania  | 50      | 130   | 38% | 8                |
| 3   | Stipe Purić             | Croacia   | 60      | 165   | 36% | 7                |
| 3   | Charles Bolzinger       | Francia   | 46      | 129   | 36% | 7                |
| 3   | Svend Bro Rughave       | Dinamarca | 74      | 208   | 36% | 9                |
| 6   | Roberto Rodríguez Lario | España    | 81      | 236   | 34% | 9                |
| 6   | Kristof Györi           | Hungría   | 71      | 207   | 34% | 9                |
| 6   | Nikola Cirovic          | Serbia    | 58      | 170   | 34% | 7                |
| 6   | Darko Stošić            | Serbia    | 22      | 65    | 34% | 6                |
| 10  | Abdelrahman Mohamed     | Egipto    | 87      | 260   | 33% | 9                |

Fuente: 

### Equipo ideal
- Mejor jugador del campeonato —MVP—: Ahmed Hesham ( Egipto).
- Mejor defensor - : Julian Köster ( Alemania).
- Mejor Goleador - : Hassan Walid ( Egipto).

| Posición          | Nombre              | País      |
| ----------------- | ------------------- | --------- |
| Portero           | Abdelrahman Mohamed | Egipto    |
| Extremo derecho   | Daniel Kecskes      | Hungría   |
| Extremo izquierdo | Alexander Reimann   | Alemania  |
| Pivote            | Tom Bergner         | Alemania  |
| Central           | Lauritz Reinholdt   | Dinamarca |
| Lateral derecho   | Martim Costa        | Portugal  |
| Lateral izquierdo | Hassan Walid        | Egipto    |

Fuente: 
- Datos: Q65072707